# Spodoptera picta
Spodoptera picta är en fjärilsart som beskrevs av Guérin-ménéville 1830. Spodoptera picta ingår i släktet Spodoptera och familjen nattflyn. Inga underarter finns listade i Catalogue of Life.